# AFC Arnhem
AFC Arnhem (Arnhemse Fusie Club Arnhem) was een amateurvoetbalvereniging uit Arnhem, Gelderland, Nederland. De club in de wijk Presikhaaf ontstond in juli 2014 als gevolg van de fusie tussen ESCA en FC Presikhaaf, maar bestond slechts anderhalf jaar. Financiële problemen zorgden ervoor dat het bestuur op 7 januari 2016 een voorstel tot het ontbinden van de vereniging indiende. Een week later viel het doek definitief voor de club. Het zondagstandaardelftal speelde in de Eerste klasse, terwijl het eerste zaterdagelftal in de Vierde klasse van het district Oost (4B) actief was.

## Geschiedenis
De fusieclub herbergde de geschiedenis van acht voetbalverenigingen, waarvan ESCA de oudste was en de enige die niet eerder bij een fusie was betrokken.
ESCA (ENKA Sport Club Arnhem) werd op 4 juni 1927 opgericht. ESCA is de laatste Arnhemse vereniging die uitkwam op het hoogste (zondag)amateurniveau van Nederland. In de toenmalige eerste klasse werd het zelfs kampioen in 1959 en 1965.
FC Presikhaaf ontstond op 1 juli 2005 als fusie tussen vv IJsseloord en sv Rozendaal. IJsseloord ontstond in 1 juli 1995 als fusie tussen vv Presikhaaf (opgericht op 1 september 1951) en vv OAB (Oost Arnhemse Boys, 21 januari 1928). SV Rozendaal ontstond op 1 juli 1999 als fusie tussen sv Sempre Avanti (24 augustus 1951) en SVD'98 (Sport-Vereniging de Del 1998). SVD'98 was op 9 juli 1971 opgericht als vv WCA (Woonwagen Centrum Arnhem).
Vanaf het seizoen 2013/14 maakten zowel de teams van FC Presikhaaf als ESCA gebruik van de velden van FC Presikhaaf. Dit gebeurde in het kader van een samenwerking waarbij de jeugdteams van beide clubs werden samengevoegd onder de naam "SJO FC Presikhaaf/ESCA".
In maart 2014 spraken de leden van FC Presikhaaf zich unaniem uit voor een fusie met ESCA. In het laatste seizoen onder de naam FC Presikhaaf werd het kampioenschap behaald in de eerste klasse. ESCA speelde dat jaar in de vierde klasse zondag. Na dit seizoen verscheen van journalist Bram van Zundert het boek Het Loopt zoals het Moet Lopen over de zeven succesvolle seizoenen van FC Presikhaaf. In die jaren klom de club op van de vierde naar de eerste klasse in het zondagvoetbal.
Door het kampioenschap van FC Presikhaaf mocht AFC Arnhem het seizoen 2014/15 in de Zondag hoofdklasse beginnen. Op de laatste speeldag kon directe degradatie worden voorkomen, maar na een penaltyreeks in de laatste nacompetitiewedstrijd tegen vv Rigtersbleek degradeerde de club alsnog. In het seizoen 2015/16 begon AFC Arnhem (zondag) daarom in de eerste klasse. Vanwege achterstallige betalingen aan de KNVB over het voorgaande seizoen werden alle teams van de vereniging uitgesloten van deelname aan de bekertoernooien in dit seizoen. De tekorten werden op tijd gedekt door een sponsor zodat er wel aan de reguliere competities kon worden meegedaan. Een half jaar later bleek de club er weer slecht voor te staan, mede doordat contributies niet werden betaald en door tegenvallende kantine-inkomsten. Het betekende het einde van AFC Arnhem in januari 2016.
De thuiswedstrijden werden op "Sportpark Over het Lange Water" gespeeld, ingang Luinhorstweg.

### Stamboom
|  |  |  |  |                       |                       |                       |                       |                       |                       |  |  |                                |                                |                                      |                                |                                |                                |                            |                            | vv WCA (09 jul 1971)       |                            |               |               |                             |                             |                             |                             |                             |                             |                      |                      |                      |                      |                             |                             |                             |                             |                             |                             |                             |                             |
|  |  |  |  |                       |                       |                       |                       |                       |                       |  |  |                                |                                |                                      |                                |                                |                                |                            |                            |                            |                            |               |               |                             |                             |                             |                             |                             |                             |                      |                      |                      |                      |                             |                             |                             |                             |                             |                             |                             |                             |
|  |  |  |  | ESCA (04 jun 1927)    | ESCA (04 jun 1927)    | ESCA (04 jun 1927)    | ESCA (04 jun 1927)    | ESCA (04 jun 1927)    | ESCA (04 jun 1927)    |  |  | SV Sempre Avanti (24 aug 1951) | SV Sempre Avanti (24 aug 1951) | SV Sempre Avanti (24 aug 1951)       | SV Sempre Avanti (24 aug 1951) | SV Sempre Avanti (24 aug 1951) | SV Sempre Avanti (24 aug 1951) |                            |                            | SVD'98 (1998)              | SVD'98 (1998)              | SVD'98 (1998) | SVD'98 (1998) | SVD'98 (1998)               | SVD'98 (1998)               |                             |                             | vv OAB (21 jan 1928)        | vv OAB (21 jan 1928)        | vv OAB (21 jan 1928) | vv OAB (21 jan 1928) | vv OAB (21 jan 1928) | vv OAB (21 jan 1928) |                             |                             | vv Presikhaaf (01 sep 1951) | vv Presikhaaf (01 sep 1951) | vv Presikhaaf (01 sep 1951) | vv Presikhaaf (01 sep 1951) | vv Presikhaaf (01 sep 1951) | vv Presikhaaf (01 sep 1951) |
|  |  |  |  | ESCA (04 jun 1927)    | ESCA (04 jun 1927)    | ESCA (04 jun 1927)    | ESCA (04 jun 1927)    | ESCA (04 jun 1927)    | ESCA (04 jun 1927)    |  |  | SV Sempre Avanti (24 aug 1951) | SV Sempre Avanti (24 aug 1951) | SV Sempre Avanti (24 aug 1951)       | SV Sempre Avanti (24 aug 1951) | SV Sempre Avanti (24 aug 1951) | SV Sempre Avanti (24 aug 1951) |                            |                            | SVD'98 (1998)              | SVD'98 (1998)              | SVD'98 (1998) | SVD'98 (1998) | SVD'98 (1998)               | SVD'98 (1998)               |                             |                             | vv OAB (21 jan 1928)        | vv OAB (21 jan 1928)        | vv OAB (21 jan 1928) | vv OAB (21 jan 1928) | vv OAB (21 jan 1928) | vv OAB (21 jan 1928) |                             |                             | vv Presikhaaf (01 sep 1951) | vv Presikhaaf (01 sep 1951) | vv Presikhaaf (01 sep 1951) | vv Presikhaaf (01 sep 1951) | vv Presikhaaf (01 sep 1951) | vv Presikhaaf (01 sep 1951) |
|  |  |  |  |                       |                       |                       |                       |                       |                       |  |  |                                |                                |                                      |                                |                                |                                |                            |                            |                            |                            |               |               |                             |                             |                             |                             |                             |                             |                      |                      |                      |                      |                             |                             |                             |                             |                             |                             |                             |                             |
|  |  |  |  | ESCA/VC (01 jul 1964) | ESCA/VC (01 jul 1964) | ESCA/VC (01 jul 1964) | ESCA/VC (01 jul 1964) | ESCA/VC (01 jul 1964) | ESCA/VC (01 jul 1964) |  |  |                                |                                |                                      |                                | SV Rozendaal (01 jul 1999)     | SV Rozendaal (01 jul 1999)     | SV Rozendaal (01 jul 1999) | SV Rozendaal (01 jul 1999) | SV Rozendaal (01 jul 1999) | SV Rozendaal (01 jul 1999) |               |               |                             |                             |                             |                             |                             |                             |                      |                      |                      |                      | vv IJsseloord (01 jul 1995) | vv IJsseloord (01 jul 1995) | vv IJsseloord (01 jul 1995) | vv IJsseloord (01 jul 1995) | vv IJsseloord (01 jul 1995) | vv IJsseloord (01 jul 1995) |                             |                             |
|  |  |  |  | ESCA/VC (01 jul 1964) | ESCA/VC (01 jul 1964) | ESCA/VC (01 jul 1964) | ESCA/VC (01 jul 1964) | ESCA/VC (01 jul 1964) | ESCA/VC (01 jul 1964) |  |  |                                |                                |                                      |                                | SV Rozendaal (01 jul 1999)     | SV Rozendaal (01 jul 1999)     | SV Rozendaal (01 jul 1999) | SV Rozendaal (01 jul 1999) | SV Rozendaal (01 jul 1999) | SV Rozendaal (01 jul 1999) |               |               |                             |                             |                             |                             |                             |                             |                      |                      |                      |                      | vv IJsseloord (01 jul 1995) | vv IJsseloord (01 jul 1995) | vv IJsseloord (01 jul 1995) | vv IJsseloord (01 jul 1995) | vv IJsseloord (01 jul 1995) | vv IJsseloord (01 jul 1995) |                             |                             |
|  |  |  |  |                       |                       |                       |                       |                       |                       |  |  |                                |                                |                                      |                                |                                |                                |                            |                            |                            |                            |               |               |                             |                             |                             |                             |                             |                             |                      |                      |                      |                      |                             |                             |                             |                             |                             |                             |                             |                             |
|  |  |  |  | ESCA (01 jul 1972)    | ESCA (01 jul 1972)    | ESCA (01 jul 1972)    | ESCA (01 jul 1972)    | ESCA (01 jul 1972)    | ESCA (01 jul 1972)    |  |  |                                |                                |                                      |                                |                                |                                |                            |                            |                            |                            |               |               | FC Presikhaaf (01 jul 2005) | FC Presikhaaf (01 jul 2005) | FC Presikhaaf (01 jul 2005) | FC Presikhaaf (01 jul 2005) | FC Presikhaaf (01 jul 2005) | FC Presikhaaf (01 jul 2005) |                      |                      |                      |                      |                             |                             |                             |                             |                             |                             |                             |                             |
|  |  |  |  | ESCA (01 jul 1972)    | ESCA (01 jul 1972)    | ESCA (01 jul 1972)    | ESCA (01 jul 1972)    | ESCA (01 jul 1972)    | ESCA (01 jul 1972)    |  |  |                                |                                |                                      |                                |                                |                                |                            |                            |                            |                            |               |               | FC Presikhaaf (01 jul 2005) | FC Presikhaaf (01 jul 2005) | FC Presikhaaf (01 jul 2005) | FC Presikhaaf (01 jul 2005) | FC Presikhaaf (01 jul 2005) | FC Presikhaaf (01 jul 2005) |                      |                      |                      |                      |                             |                             |                             |                             |                             |                             |                             |                             |
|  |  |  |  |                       |                       |                       |                       |                       |                       |  |  |                                |                                |                                      |                                |                                |                                |                            |                            |                            |                            |               |               |                             |                             |                             |                             |                             |                             |                      |                      |                      |                      |                             |                             |                             |                             |                             |                             |                             |                             |
|  |  |  |  |                       |                       |                       |                       |                       |                       |  |  |                                |                                | AFC Arnhem (01 jul 2014-13 jan 2016) |                                |                                |                                |                            |                            |                            |                            |               |               |                             |                             |                             |                             |                             |                             |                      |                      |                      |                      |                             |                             |                             |                             |                             |                             |                             |                             |

## Competitieresultaten 2014/15 en 2015/16 (zaterdag)
| 2 4B |

| xx 4A |

| Vierde klasse |

## Competitieresultaten 2014/15 en 2015/16 (zondag)
| 12 C |

| xx 1E |

| Hoofdklasse   |
| Eerste klasse |

In elke staaf van de grafiek staat van boven naar beneden vermeld: 
- Eindnotering

Dit is de positie die de club heeft bereikt in de competitie, zonder eventuele beslissings-, play-off- of nacompetitiewedstrijden die nodig zijn geweest om bijvoorbeeld de kampioen van de competitie te bepalen.
Indien een * achter het getal staat is de notering een tussenstand en kan het zijn dat de notering niet overeenkomt met de uiteindelijke eindstand van de competitie.
Staat er een - dan is het seizoen nog bezig en is er geen definitieve uitslag bekend.
Staat er xx op de positie van de notering, dan heeft de club vroegtijdig de competitie verlaten. Dit kan onder andere komen door terugtrekking van het team, faillissement van de club of door een uitgedeelde straf van de KNVB. In veel gevallen staat elders in het artikel de reden vermeld.
Staat er een ? dan is het resultaat uit het verleden onbekend, en is alleen de competitie of het niveau bekend van dat seizoen.
In de seizoenen 2019/20 en 2020/21 werd wegens de coronacrisis het amateurvoetbal afgebroken. Daardoor kennen deze staven geen eindklassering (middels -- weergegeven).
- Competitieniveau en afdelingsletter of Officiële eindstand Eredivisie
  - Competitieniveau en afdelingsletter

Hierbij geeft het getal het niveau weer, dat ook terug te vinden is in de legenda. De letter is de afdelingsaanduiding en wordt gebruikt wanneer er meer afdelingen zijn op hetzelfde niveau. De afdelingsletter is altijd een hoofdletter en wordt meestal zonder nummer gebruikt.
Voorbeeld: 2F is niveau 2e klasse competitie F.
Het competitieniveau en nummer wordt niet vermeld wanneer er slechts één competitie van dit niveau was.
  - Officiële eindstand Eredivisie (getal staat tussen haakjes vermeld)

Sinds de introductie van play-offwedstrijden voor Europees voetbal na afloop van de reguliere competitie in 2005/06, is de KNVB verplicht een eindstand van de Eredivisie door te geven aan de UEFA aan de hand van deze play-offwedstrijden.
Bij deze eindstand staan clubs die zich hebben gekwalificeerd voor Europees voetbal hoger dan clubs die zich niet wisten te kwalificeren. Indien er geen verschil was tussen de eindnotering en de officiële eindstand, staat dit getal niet vermeld.

- Onderafdeling

Hier staat afgekort de naam van de onderafdeling indien de club in dat jaar in een onderafdeling uitkwam. Tevens staat deze afkorting in de legenda en wordt gelinkt naar het artikel over deze onderafdeling. Deze afkorting wordt alleen vermeld wanneer de club in het verleden in verschillende onderafdelingen heeft gespeeld. Deze vermelding is in de staaf altijd in kleine letters. Deze onderafdelingen zijn na het seizoen 1995/96 afgeschaft. Heeft de club in slechts één onderafdeling gespeeld, dan is dit alleen terug te vinden in de legenda.
Onder de staaf staat het jaartal vermeld waarin het seizoen is afgesloten. 15 verwijst naar het seizoen 2014/15 of eventueel het seizoen 1914/15.
Wanneer een staaf leeg is, zijn deze gegevens niet bekend. Het kan ook zijn dat de club dat seizoen niet heeft meegespeeld op het hogere amateurniveau, vroegtijdig de competitie heeft verlaten of uit de competitie is gezet.

In het seizoen 1944/45 was er wegens de Tweede Wereldoorlog geen regulier competitievoetbal.

## Bekende (oud-)spelers
- Jhon van Beukering

Voormalige: AFC Arnhem · AV Cranevelt · BVH · ESCA · EVC ‘94 · GOVA · Hertog Hendrik · ODO · VV Oost-Arnhemse Boys · SC Oranje · FC Presikhaaf · Sempre Avanti · Vitesse 1892 · VIJDO · WCA · AV Wilhelmina · Wivos · Avc Zuid Arnhem